# Serveis GSM

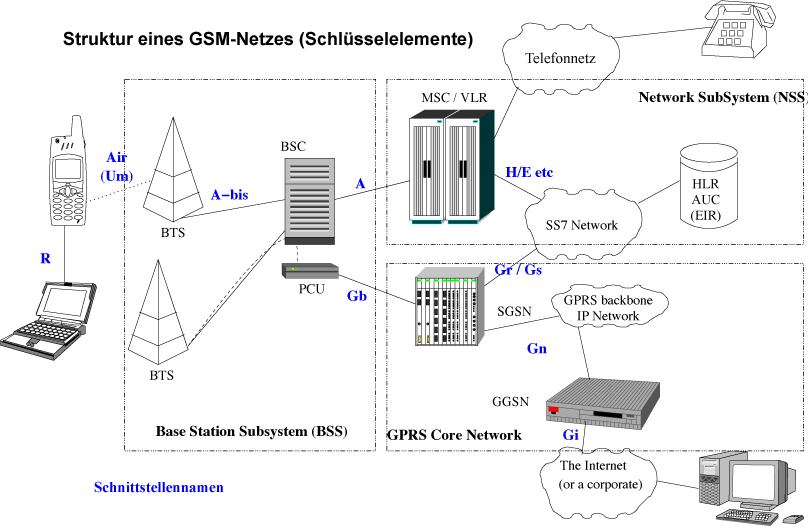
Xarxa GSM

Els serveis GSM són una col·lecció estàndard d'aplicacions i funcions disponibles a través del Sistema Global de Comunicacions Mòbils (GSM) per als subscriptors de telefonia mòbil de tot el món. Els estàndards GSM estan definits per la col·laboració 3GPP i implementats en maquinari i programari per fabricants d'equips i operadors de telefonia mòbil. L'estàndard comú permet utilitzar els mateixos telèfons amb serveis d'empreses diferents, o fins i tot desplaçar-se per diferents països. GSM és l'estàndard de telefonia mòbil més dominant del món.
El disseny del servei és moderadament complex perquè ha de ser capaç de localitzar un telèfon en moviment a qualsevol part del món i adaptar-se a la capacitat relativament petita de la bateria, les capacitats d'entrada/sortida limitades i els transmissors de ràdio febles als dispositius mòbils.

## Accés a una xarxa GSM
Per accedir als serveis GSM, un usuari necessita tres coses:
- Una relació de facturació amb un operador de telefonia mòbil. Normalment és on es paguen els serveis abans que es consumeixin (prepagament), o bé s'emeten i es paguen les factures després que s'hagi consumit el servei (postpagament).
- Un telèfon mòbil compatible amb GSM i que funciona a la mateixa freqüència que l'operador. La majoria de les companyies telefòniques venen telèfons de fabricants de tercers.
- Un mòdul d'identitat d'abonat (targeta SIM), que és activat per l'operador un cop establerta la relació de facturació. Després de l'activació, la targeta es programa amb el número de xarxa digital de serveis integrats d'abonat mòbil (MSISDN) de l' abonat (el número de telèfon). La informació personal, com ara els números de contacte d'amics i familiars, també es pot emmagatzemar a la SIM pel subscriptor.

Després que els subscriptors s'hagin registrat, la informació sobre la seva identitat (número de telèfon) i quins serveis poden accedir s'emmagatzemen en un "Registre SIM" al registre d'ubicació de casa (HLR).
Un cop carregada la targeta SIM al telèfon i el telèfon encès, buscarà el pal de telèfon mòbil més proper (també anomenat Base Transceiver Station/BTS) amb el senyal més fort a la banda de freqüència de l'operador. Si es pot contactar amb un pal amb èxit, es diu que hi ha cobertura a la zona. Aleshores, el telèfon s'identifica a la xarxa mitjançant el canal de control. Un cop s'ha completat amb èxit, es diu que el telèfon està connectat a la xarxa.
La característica clau d'un telèfon mòbil és la capacitat de rebre i fer trucades en qualsevol àrea on hi hagi cobertura disponible. Això s'anomena generalment roaming des de la perspectiva del client, però també s'anomena visita quan es descriu el procés tècnic subjacent. Cada àrea geogràfica té una base de dades anomenada Visitor Location Register (VLR), que conté detalls de tots els mòbils que hi ha actualment en aquesta zona. Cada vegada que un telèfon connecta, o visita, una àrea nova, el Registre d'ubicacions de visitants s'ha de posar en contacte amb el Registre d'ubicacions de casa per obtenir els detalls d'aquest telèfon. La ubicació mòbil actual del telèfon (és a dir, en quin BTS es troba) s'introdueix al registre VLR i s'utilitzarà durant un procés anomenat paginació quan la xarxa GSM vulgui localitzar el telèfon mòbil.
Cada targeta SIM conté una clau secreta, anomenada Ki, que s'utilitza per proporcionar serveis d'autenticació i xifratge. Això és útil per evitar el robatori del servei, i també per evitar que es fiqui "a l'aire" de l'activitat d'un usuari. La xarxa ho fa utilitzant el Centre d'autenticació i s'aconsegueix sense transmetre la clau directament.
Cada telèfon GSM conté un identificador únic (diferent del número de telèfon), anomenat International Mobile Equipment Identity (IMEI). Això es pot trobar marcant *#06#. Quan un telèfon contacta amb la xarxa, el seu IMEI es pot comprovar amb el Registre d'identitat de l'equip per localitzar telèfons robats i facilitar el control.

## Transmissió de dades
L'estàndard GSM també proporciona facilitats separades per transmetre dades digitals. Això permet que un telèfon mòbil actuï com qualsevol altre ordinador a Internet, enviant i rebent dades mitjançant el protocol d'Internet.

## Protocols de dades de commutació de circuits
L'estàndard GSM defineix dos protocols de dades de commutació de circuits: dades de commutació de circuits (CSD) i dades de commutació de circuits d'alta velocitat (HSCSD). Aquest tipus de connexions normalment es cobren per segon, independentment de la quantitat de dades enviades per l'enllaç. Això es deu al fet que es dedica una certa quantitat d'amplada de banda a la connexió, independentment de si es necessita o no.

## Servei general de ràdio de paquets (GPRS)
El General Packet Radio Service (GPRS) és un protocol de transmissió de dades de commutació de paquets, que es va incorporar a l'estàndard GSM el 1997. És compatible amb sistemes que utilitzen versions anteriors a 1997 de l'estàndard. GPRS ho fa enviant paquets al pal de telefonia mòbil local (BTS) en canals que no s'utilitzen per trucades de veu de commutació de circuits o connexions de dades. Diversos usuaris de GPRS poden compartir un sol canal no utilitzat perquè cadascun d'ells només l'utilitza per a ràfegues curtes ocasionals.